# سایپیو (یوتا)
سایپیو (به انگلیسی: Scipio) شهری در ایالت یوتا کشور ایالات متحده آمریکا است که جمعیت آن در سرشماری سال ۲۰۱۰ میلادی، ۳۲۷ نفر بوده‌است.